# Orchestra Sinfonica di Singapore
L'Orchestra Sinfonica di Singapore è un'orchestra sinfonica con sede a Singapore. La sua principale sala da concerto è la Esplanade Concert Hall. L'orchestra dà anche concerti alla Victoria Concert Hall ed esegue complessivamente circa 100 concerti all'anno. Lan Shui è l'attuale direttore musicale dell'orchestra, dal 1997.

## Storia

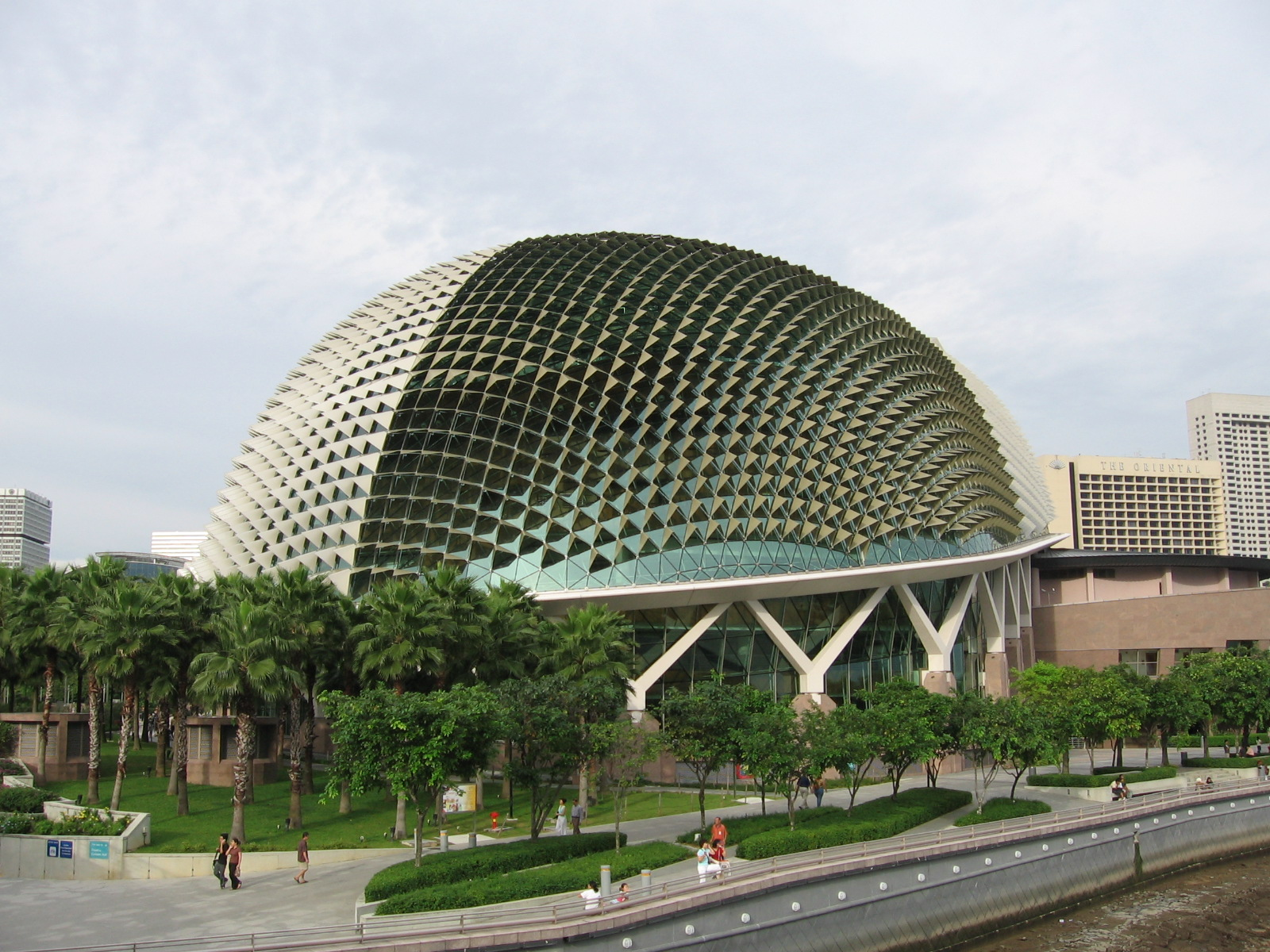
Esplanade, principale luogo degli spettacoli della OSS dal 2003

Diverse orchestre si formarono a Singapore nel periodo coloniale e dopo l'indipendenza. Una di queste, anch'essa chiamata Orchestra Sinfonica di Singapore, fu costituita nel 1945 dal compositore scozzese Erik Chisholm nella sua qualità direttore musicale dell'ENSA (Entertainments National Service Association) per il Sud-Est asiatico. Alcuni dei suoi membri provenivano dalle bande musicali dell'esercito o dell'aeronautica britannica, e benché abbia avuto una breve vita, essa diede più di cinquanta concerti e suonò con solisti come il violinista Szymon Goldberg. Successivamente, fino al 1979, tutte le orchestre di Singapore sono state composte in gran parte da musicisti dilettanti. Le orchestre dei primi periodi furono le orchestre Singapore Musical Society, Singapore Chamber Ensemble, Singapore Youth Orchestra, così come la Singapore National Orchestra, di breve durata, formata dal National Theatre Trust nel 1970.
Nel 1973, in occasione della cerimonia di apertura del Giardino Giapponese a Jurong, l'allora ministro della difesa Dr. Goh Keng Swee descrisse l'assenza di una orchestra sinfonica professionale a Singapore come "un piccolo scandalo". Una prima proposta di istituire un'orchestra sinfonica nazionale non fu accettata, in quanto non prevedeva l'inserimento di musicisti di Singapore. Nel 1977 fu formata l'Orchestra Filarmonica di Singapore, in gran parte amatoriale, sotto la guida di Yoshinao Osawa. Il suo successo rinnovò ulteriormente l'interesse per l'idea di un'orchestra sinfonica nazionale. Dopo essersi consultato con il direttore Choo Hoey circa la fattibilità della creazione di un'orchestra che comprendesse musicisti di Singapore, Goh Keng Swee convinse il Governo a sostenere la creazione di un'orchestra professionale. L'orchestra sarebbe stata sostenuta da fondi pubblici e fu destinata a servire come una società di punta delle arti per l'arricchimento della scena culturale locale.
Nel 1979 fu istituita l'Orchestra Sinfonica di Singapore (OSS) e il suo primo Direttore Stabile fu Choo Hoey. L'orchestra aveva 41 membri, 14 dei quali erano di Singapore e diede la sua prima rappresentazione presso la Sala Conferenze di Singapore il 24 gennaio 1979. nel 1980 fu poi costituito il Coro Sinfonico di Singapore. Nel 1980, la Victoria Memorial Hall divenne la sede della Orchestra.
Choo Hoey stepped down as Music Director in July 1996, and now holds the position of the SSO's Conductor Emeritus. Lan Shui became the orchestra's next music director in 1997.  In 2003, the orchestra moved to its current performance venue, the Esplanade.  The SSO expanded to its target of about 90 musicians by the early 1990s.

## Concerti e repertorio

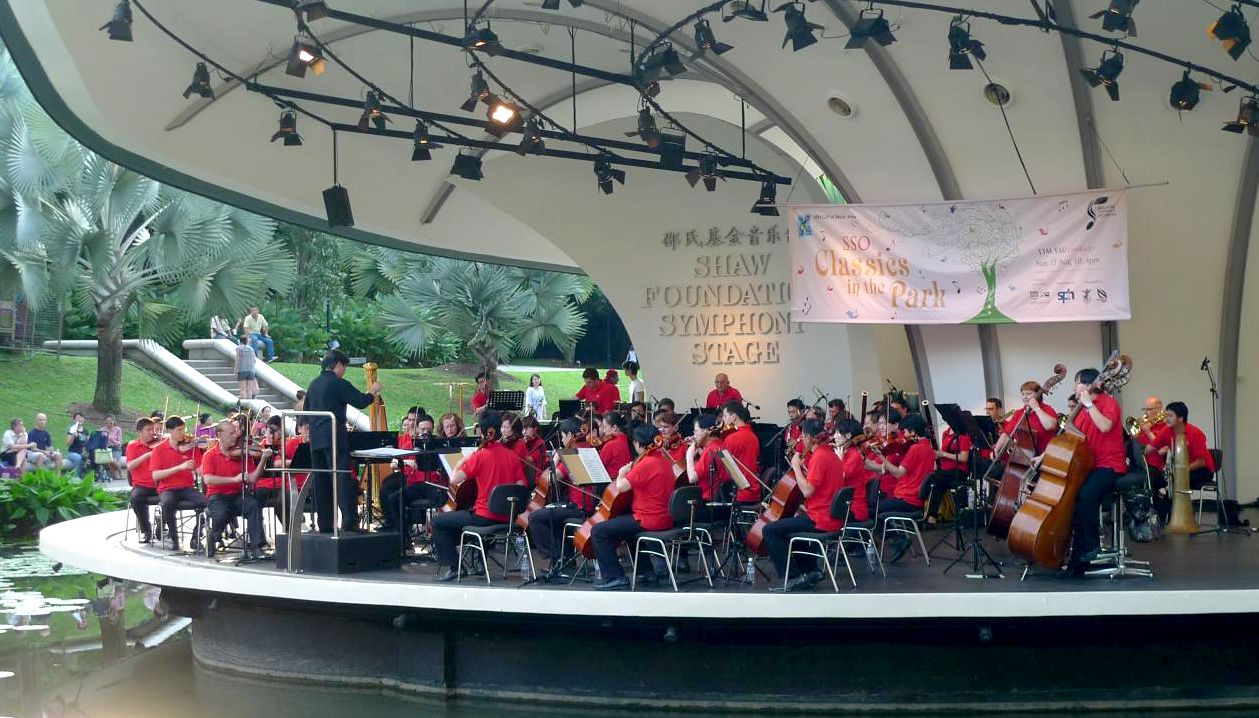
Concerto OSS aI Giardini botanici di Singapore

La sede principale per concerti dell'orchestra è la Esplanade Concert Hall, ma i concerti sono anche tenuti regolarmente alla Victoria Concert Hall. Dà anche spettacoli gratuiti occasionali, ad esempio, presso i Giardini botanici di Singapore e ai Gardens by the Bay. Si esibisce anche nelle scuole e all'università ed ha un programma per la Sensibilizzazione della Comunità per promuovere la musica classica ad un numero sempre maggiore di persone. L'orchestra ha girato tutto il mondo, i concerti degni di nota includono gli spettacoli alla Philharmonie di Berlino, Avery Fisher Hall di New York, Teatro Poly di Pechino, e The Proms di Londra.
Il repertorio dell'orchestra comprende musica classica occidentale che va dal primo barocco fino alla musica classica contemporanea, così come alle opere cinesi composte o arrangiate per orchestra occidentale. Ciò si riflette nel programma per il suo concerto inaugurale che include Overture di Rossini, di Beethoven il Piano Concerto n. 5 (solista Ong Lip Tat), The Unanswered Question di Charles Ives, e il pezzo cinese per orchestra Dance of the Yao People.

## Registrazioni
La OSS ha realizzato numerose registrazioni con BIS Records e altre etichette. Queste includono la prima registrazione del ciclo completo di sei concerti per pianoforte di Alexander Tcherepnin e quattro sinfonie con BIS. Altre pubblicazioni includono registrazioni di opere di Rachmaninov pubblicate nel 2012 e 2013 con Yevgeny Sudbin, e le registrazioni del 2007 de La Mer di Claude Debussy.

## Direttori musicali
- Choo Hoey (1979-1996)
- Lan Shui (1997-2020)
- Hans Graf (2020-)